# Ağlasun
Ağlasun là một huyện thuộc tỉnh Burdur, Thổ Nhĩ Kỳ. Huyện có diện tích 310 km² và dân số thời điểm năm 2007 là 9500 người, mật độ 31 người/km².